# دارسي ماركوارت
دارسي ماركوارت (بالإنجليزية: Darcy Marquardt)‏ (و. 1979  م) هي مجدفة كندية، ولدت في فانكوفر، شاركت في التجديف في الألعاب الأولمبية الصيفية 2004 - رباعي مزدوج سيدات ‏، والتجديف في الألعاب الأولمبية الصيفية 2008 – سيدات ثمانية ‏، والتجديف في الألعاب الأولمبية الصيفية 2012 – سيدات ثمانية ‏.

## التعليم
تعلمت في جامعة فيكتوريا.

## روابط خارجية
- دارسي ماركوارت على موقع الاتحاد الدولي للتجديف (الإنجليزية)
- دارسي ماركوارت على موقع اللجنة الأولمبية الدولية (الإنجليزية)
- دارسي ماركوارت على موقع أوليمبيديا (الإنجليزية)